# 水鸭脚
水鸭脚（學名：Begonia formosana）为秋海棠科秋海棠属的植物，为台灣特有植物，分布於台湾海拔500米至1800米的地区，见于阴坡林下潮湿地，目前已由人工引種栽培。太魯閣秋海棠現已被歸併入本種。
其种加词“formosana”意为“台湾的”。

## 异名
- Begonia formosana (Hayata) Masamune f. albomaculata Liu et Lai